# Bissektipelta
Bissektipelta — рід птахотазових динозаврів родини анкілозаврових (Ankylosauridae). Цей динозавр існував у пізній крейді (92-90 млн років тому) в Азії.

## Скам'янілості
Рештки черепної коробки динозавра знайдено у 1998 році у відкладеннях формації Біссекти в Узбекистані. У 2002 році на основі решток описано вид Amtosaurus archibaldi, який названо на честь американського палеонтолога Джеймса Девіда Арчибальда. У 2004 році вид віднесли до нового роду Bissektipelta. У 2020 році виявлено ще два фрагменти черепів, що належали цьому виду.